# Coupe du Chili de football 2025
Navigation
Copa Chile 2024 Copa Chile 2026
La Coupe du Chili de football 2025 connu sous le nom de « Copa Chile », est la 45e édition de la Coupe du Chili de football organisé par la Fédération du Chili de football (FFC), débutant le 26 janvier 2025 et se terminant en novembre 2025.
Contrairement aux années précédentes, cette édition se joue sans les équipes de Segunda División Profesional et de l'Asociación Nacional de Futbol Amateur (ANFA). Seules les équipes de Primera División et de Primera B y participent. Autre nouveauté, le tournoi comporte une phase de groupes où les 32 équipes qualifiés sont réparties en 8 groupes de 4 équipes, les groupes sont définis selon des critères géographiques (Zone Nord, Zone Centre-Nord, Zone Centre-Sud et Zone Sud) et selon les performances des éditions précédentes.
Le vainqueur participera à la Copa Libertadores 2026 et à la Supercopa de Chile.

## Participants
| Club                         | Ville             | Etat                                            | Division         |
| ---------------------------- | ----------------- | ----------------------------------------------- | ---------------- |
| CD Cobresal                  | El Salvador       | Région d'Atacama                                | Primera División |
| CSD Colo-Colo                | Santiago de Chile | Région métropolitaine de Santiago               | Primera División |
| CD Coquimbo Unido            | Coquimbo          | Région de Coquimbo                              | Primera División |
| CD Everton                   | Viña del Mar      | Région de Valparaíso                            | Primera División |
| CD Huachipato                | Talcahuano        | Région du Biobío                                | Primera División |
| CD Iquique                   | Iquique           | Région de Tarapacá                              | Primera División |
| ACS Italiano                 | Santiago de Chile | Région métropolitaine de Santiago               | Primera División |
| CD La Serena                 | La Serena         | Région de Coquimbo                              | Primera División |
| CD Limache                   | Limache           | Région de Valparaíso                            | Primera División |
| Deportivo Ñublense           | Chillán           | Région de Ñuble                                 | Primera División |
| CD O'Higgins                 | Rancagua          | Région du Libertador General Bernardo O'Higgins | Primera División |
| CD Palestino                 | Santiago de Chile | Région métropolitaine de Santiago               | Primera División |
| CD Unión Española            | Santiago de Chile | Région métropolitaine de Santiago               | Primera División |
| Unión La Calera              | La Calera         | Région de Valparaíso                            | Primera División |
| CD Universidad Católica      | Santiago de Chile | Région métropolitaine de Santiago               | Primera División |
| CF Universidad de Chile      | Santiago de Chile | Région métropolitaine de Santiago               | Primera División |
| CD Cobreloa                  | Calama            | Région d'Antofagasta                            | Primera B        |
| CDP Curicó Unido             | Curicó            | Région du Maule                                 | Primera B        |
| CD Antofagasta               | Antofagasta       | Région d'Antofagasta                            | Primera B        |
| CSD Concepción               | Concepción        | Région du Biobío                                | Primera B        |
| CD Copiapó                   | Copiapó           | Région d'Atacama                                | Primera B        |
| CD Recoleta                  | Recoleta          | Région métropolitaine de Santiago               | Primera B        |
| CD Santa Cruz                | Santa Cruz        | Région du Libertador General Bernardo O'Higgins | Primera B        |
| CD Temuco                    | Temuco            | Région de l'Araucanie                           | Primera B        |
| Deportes Magallanes          | San Bernardo      | Région métropolitaine de Santiago               | Primera B        |
| CSD Rangers                  | Talca             | Région du Maule                                 | Primera B        |
| CD San Luis de Quillota      | Quillota          | Région de Valparaíso                            | Primera B        |
| CD San Marcos de Arica       | Arica             | Région d'Arica et Parinacota                    | Primera B        |
| CD Santiago Morning          | La Pintana        | Région métropolitaine de Santiago               | Primera B        |
| CD Santiago Wanderers        | Valparaíso        | Région de Valparaíso                            | Primera B        |
| CDU San Felipe               | San Felipe        | Région de Valparaíso                            | Primera B        |
| CD Universidad de Concepción | Concepción        | Région du Biobío                                | Primera B        |

## Première phase
Les 32 équipes sont divisé entre une Zone Nord et une Zone Sud, avec quatre groupes de quatre équipes dans chaque zone,.
| Légende des classements - Qualifié pour les huitièmes de finale | 0 | Légende des résultats - Victoire à domicile - Match nul - Victoire à l'extérieur |

### Groupe A
| Rang | Équipe         | Pts | J | G | N | P | Bp | Bc | Diff |  | Résultats (▼ dom., ► ext.) | Ant | Cob | Cop | Iqu |
| ---- | -------------- | --- | - | - | - | - | -- | -- | ---- |  | -------------------------- | --- | --- | --- | --- |
| 1    | CD Antofagasta | 10  | 6 | 3 | 1 | 2 | 10 | 12 | -2   |  | CD Antofagasta             |     | 0-3 | 2-1 | 3-1 |
| 2    | CD Cobreloa    | 9   | 6 | 2 | 3 | 1 | 8  | 4  | +4   |  | CD Cobreloa                | 1-1 |     | 3-0 | 0-0 |
| 3    | CD Copiapó     | 7   | 6 | 2 | 1 | 3 | 9  | 9  | 0    |  | CD Copiapó                 | 4-0 | 1-1 |     | 1-0 |
| 4    | CD Iquique     | 7   | 6 | 2 | 1 | 3 | 8  | 10 | -2   |  | CD Iquique                 | 2-4 | 2-0 | 3-2 |     |

### Groupe B
| Rang | Équipe                | Pts | J | G | N | P | Bp | Bc | Diff |  | Résultats (▼ dom., ► ext.) | Lim | San | Col | SFe |
| ---- | --------------------- | --- | - | - | - | - | -- | -- | ---- |  | -------------------------- | --- | --- | --- | --- |
| 1    | CD Limache            | 11  | 6 | 3 | 2 | 1 | 12 | 7  | +5   |  | CD Limache                 |     | 1-2 | 4-1 | 1-1 |
| 2    | CD Santiago Wanderers | 10  | 6 | 3 | 1 | 2 | 6  | 5  | +1   |  | CD Santiago Wanderers      | 0-2 |     | 1-0 | 0-1 |
| 3    | CSD Colo-Colo         | 8   | 6 | 2 | 2 | 2 | 8  | 7  | +1   |  | CSD Colo-Colo              | 2-2 | 0-0 |     | 4-0 |
| 4    | CDU San Felipe        | 4   | 6 | 1 | 1 | 4 | 4  | 11 | -7   |  | CDU San Felipe             | 1-2 | 1-3 | 0-1 |     |

### Groupe C
| Rang | Équipe                 | Pts | J | G | N | P | Bp | Bc | Diff |  | Résultats (▼ dom., ► ext.) | LSe | Coq | Sma | Cob |
| ---- | ---------------------- | --- | - | - | - | - | -- | -- | ---- |  | -------------------------- | --- | --- | --- | --- |
| 1    | CD La Serena           | 11  | 6 | 3 | 2 | 1 | 8  | 5  | +3   |  | CD La Serena               |     | 2-0 | 2-1 | 1-1 |
| 2    | CD Coquimbo Unido      | 9   | 6 | 2 | 3 | 1 | 8  | 5  | +3   |  | CD Coquimbo Unido          | 1-1 |     | 3-0 | 0-0 |
| 3    | CD San Marcos de Arica | 7   | 6 | 2 | 1 | 3 | 6  | 11 | -5   |  | CD San Marcos de Arica     | 1-0 | 2-2 |     | 2-1 |
| 4    | CD Cobresal            | 5   | 6 | 1 | 2 | 3 | 6  | 7  | -1   |  | CD Cobresal                | 1-2 | 0-2 | 3-0 |     |

### Groupe D
| Rang | Équipe                  | Pts | J | G | N | P | Bp | Bc | Diff |  | Résultats (▼ dom., ► ext.) | LCa | SLu | UCa | Eve |
| ---- | ----------------------- | --- | - | - | - | - | -- | -- | ---- |  | -------------------------- | --- | --- | --- | --- |
| 1    | Unión La Calera         | 11  | 6 | 3 | 2 | 1 | 5  | 4  | +1   |  | Unión La Calera            |     | 0-0 | 1-0 | 2-2 |
| 2    | CD San Luis de Quillota | 10  | 6 | 3 | 1 | 2 | 8  | 7  | +1   |  | CD San Luis de Quillota    | 0-1 |     | 3-2 | 2-1 |
| 3    | CD Everton              | 9   | 6 | 3 | 0 | 3 | 7  | 6  | +1   |  | CD Everton                 | 2-0 | 1-0 |     | 2-1 |
| 4    | CD Universidad Católica | 4   | 6 | 1 | 1 | 4 | 7  | 10 | -3   |  | CD Universidad Católica    | 0-1 | 2-3 | 1-0 |     |

### Groupe E
| Rang | Équipe            | Pts | J | G | N | P | Bp | Bc | Diff |  | Résultats (▼ dom., ► ext.) | Ita | Con | UEs | Pal |
| ---- | ----------------- | --- | - | - | - | - | -- | -- | ---- |  | -------------------------- | --- | --- | --- | --- |
| 1    | ACS Italiano      | 12  | 6 | 3 | 3 | 0 | 9  | 4  | +5   |  | ACS Italiano               |     | 2-1 | 3-1 | 2-2 |
| 2    | CSD Concepción    | 8   | 6 | 2 | 2 | 2 | 10 | 13 | -3   |  | CSD Concepción             | 0-0 |     | 1-0 | 3-2 |
| 3    | CD Unión Española | 7   | 6 | 2 | 1 | 3 | 10 | 7  | +3   |  | CD Unión Española          | 0-0 | 5-1 |     | 3-0 |
| 4    | CD Palestino      | 5   | 6 | 1 | 2 | 3 | 10 | 15 | -5   |  | CD Palestino               | 0-2 | 4-4 | 2-1 |     |

### Groupe F
| Rang | Équipe        | Pts | J | G | N | P | Bp | Bc | Diff |  | Résultats (▼ dom., ► ext.) | Ran | Hua | Tem | OHi |
| ---- | ------------- | --- | - | - | - | - | -- | -- | ---- |  | -------------------------- | --- | --- | --- | --- |
| 1    | CD Huachipato | 11  | 6 | 3 | 2 | 1 | 11 | 5  | +6   |  | CD Huachipato              |     | 5-0 | 2-0 | 2-1 |
| 2    | CD Temuco     | 8   | 6 | 2 | 2 | 2 | 9  | 12 | -3   |  | CD Temuco                  | 4-2 |     | 3-2 | 1-1 |
| 3    | CSD Rangers   | 7   | 6 | 2 | 1 | 3 | 5  | 8  | -3   |  | CSD Rangers                | 0-0 | 1-0 |     | 1-0 |
| 4    | CD O'Higgins  | 6   | 6 | 1 | 3 | 2 | 6  | 6  | 0    |  | CD O'Higgins               | 0-0 | 1-1 | 3-1 |     |

### Groupe G
| Rang | Équipe                  | Pts | J | G | N | P | Bp | Bc | Diff |  | Résultats (▼ dom., ► ext.) | UCh | Mag | San | Rec |
| ---- | ----------------------- | --- | - | - | - | - | -- | -- | ---- |  | -------------------------- | --- | --- | --- | --- |
| 1    | CF Universidad de Chile | 13  | 6 | 4 | 1 | 1 | 16 | 5  | +11  |  | CF Universidad de Chile    |     | 0-1 | 3-0 | 1-1 |
| 2    | Deportes Magallanes     | 13  | 6 | 4 | 1 | 1 | 7  | 4  | +3   |  | Deportes Magallanes        | 1-3 |     | 0-0 | 2-0 |
| 3    | CD Santiago Morning     | 5   | 6 | 1 | 2 | 3 | 3  | 8  | -5   |  | CD Santiago Morning        | 1-3 | 1-2 |     | 1-0 |
| 4    | CD Recoleta             | 2   | 6 | 0 | 2 | 4 | 2  | 11 | -9   |  | CD Recoleta                | 1-6 | 0-1 | 0-0 |     |

### Groupe H
| Rang | Équipe                       | Pts | J | G | N | P | Bp | Bc | Diff |  | Résultats (▼ dom., ► ext.)   | Nub | Cur | UCo | SCr |
| ---- | ---------------------------- | --- | - | - | - | - | -- | -- | ---- |  | ---------------------------- | --- | --- | --- | --- |
| 1    | Deportivo Ñublense           | 10  | 6 | 3 | 1 | 2 | 13 | 11 | +2   |  | Deportivo Ñublense           |     | 3-2 | 2-0 | 2-2 |
| 2    | CDP Curicó Unido             | 8   | 6 | 2 | 2 | 2 | 7  | 6  | +1   |  | CDP Curicó Unido             | 2-1 |     | 0-1 | 0-0 |
| 3    | CD Universidad de Concepción | 8   | 6 | 2 | 2 | 2 | 7  | 6  | +1   |  | CD Universidad de Concepción | 2-3 | 1-1 |     | 0-0 |
| 4    | CD Santa Cruz                | 6   | 6 | 1 | 3 | 2 | 5  | 9  | -4   |  | CD Santa Cruz                | 3-2 | 0-2 | 0-3 |     |

## Phase à élimination directe

### Huitièmes de finale
| Équipe                  | Aller | Total | Retour | Équipe                  |
| ----------------------- | ----- | ----- | ------ | ----------------------- |
| CD Antofagasta          | 0 - 3 | 2 - 6 | 2 - 3  | CD Santiago Wanderers   |
| CD La Serena            | 1 - 3 | 5 - 4 | 4 - 1  | CD San Luis de Quillota |
| CD Limache              | 3 - 1 | 6 - 1 | 3 - 0  | CD Cobreloa             |
| Unión La Calera         | 1 - 2 | 2 - 6 | 1 - 4  | CD Coquimbo Unido       |
| ACS Italiano            | 2 - 1 | 4 - 1 | 2 - 0  | CD Temuco               |
| CF Universidad de Chile | 1 - 2 | 3 - 4 | 2 - 2  | CDP Curicó Unido        |
| CD Huachipato           | 1 - 1 | 3 - 1 | 2 - 0  | CSD Concepción          |
| Deportivo Ñublense      | 1 - 1 | 3 - 1 | 2 - 0  | Deportes Magallanes     |

### Quarts de finale
| Équipe                | Aller | Total | Retour | Équipe             |
| --------------------- | ----- | ----- | ------ | ------------------ |
| CD Santiago Wanderers | 2 - 4 | 3 - 9 | 1 - 5  | CD La Serena       |
| CD Limache            | 2 - 1 | 5 - 3 | 3 - 2  | CD Coquimbo Unido  |
| ACS Italiano          | 1 - 0 | 2 - 0 | 1 - 0  | CDP Curicó Unido   |
| CD Huachipato         | 2 - 2 | 4 - 3 | 2 - 1  | Deportivo Ñublense |

### Demi-finales
| Équipe       | Aller | Total    | Retour | Équipe        |
| ------------ | ----- | -------- | ------ | ------------- |
| CD La Serena | -     | Match 13 | -      | CD Limache    |
| ACS Italiano | -     | Match 14 | -      | CD Huachipato |

### Finale
| Équipe             | Score | Équipe             |
| ------------------ | ----- | ------------------ |
| Vainqueur Match 13 | -     | Vainqueur Match 14 |

### Tableau final
|  | Huitièmes de finale     | Huitièmes de finale     | Huitièmes de finale | Huitièmes de finale |                       |                       | Quarts de finale | Quarts de finale | Quarts de finale | Quarts de finale |  |  | Demi-finales | Demi-finales | Demi-finales | Demi-finales |  |  | Finale | Finale | Finale | Finale |
|  |                         |                         |                     |                     |                       |                       |                  |                  |                  |                  |  |  |              |              |              |              |  |  |        |        |        |        |
|  |                         |                         |                     |                     |                       |                       |                  |                  |                  |                  |  |  |              |              |              |              |  |  |        |        |        |        |
|  | CD Antofagasta          | CD Antofagasta          | 0                   | 2                   |                       |                       |                  |                  |                  |                  |  |  |              |              |              |              |  |  |        |        |        |        |
|  | CD Antofagasta          | CD Antofagasta          | 0                   | 2                   |                       |                       |                  |                  |                  |                  |  |  |              |              |              |              |  |  |        |        |        |        |
|  | CD Santiago Wanderers   | CD Santiago Wanderers   | 3                   | 3                   |                       |                       |                  |                  |                  |                  |  |  |              |              |              |              |  |  |        |        |        |        |
|  | CD Santiago Wanderers   | CD Santiago Wanderers   | 3                   | 3                   | CD Santiago Wanderers | CD Santiago Wanderers | 2                | 1                |                  |                  |  |  |              |              |              |              |  |  |        |        |        |        |
|  |                         |                         |                     |                     | CD Santiago Wanderers | CD Santiago Wanderers | 2                | 1                |                  |                  |  |  |              |              |              |              |  |  |        |        |        |        |
|  |                         |                         | CD La Serena        | CD La Serena        | 4                     | 5                     |                  |                  |                  |                  |  |  |              |              |              |              |  |  |        |        |        |        |
|  | CD La Serena            | CD La Serena            | CD La Serena        | CD La Serena        | 4                     | 5                     | 1                | 4                |                  |                  |  |  |              |              |              |              |  |  |        |        |        |        |
|  | CD La Serena            | CD La Serena            |                     |                     |                       |                       |                  | 4                |                  |                  |  |  |              |              |              |              |  |  |        |        |        |        |
|  | CD San Luis de Quillota | CD San Luis de Quillota | 3                   | 1                   |                       |                       |                  |                  |                  |                  |  |  |              |              |              |              |  |  |        |        |        |        |
|  | CD San Luis de Quillota | CD San Luis de Quillota | 3                   | 1                   | CD La Serena          | CD La Serena          | -                | -                |                  |                  |  |  |              |              |              |              |  |  |        |        |        |        |
|  |                         |                         |                     |                     | CD La Serena          | CD La Serena          | -                | -                |                  |                  |  |  |              |              |              |              |  |  |        |        |        |        |
|  |                         |                         | CD Limache          | CD Limache          | -                     | -                     |                  |                  |                  |                  |  |  |              |              |              |              |  |  |        |        |        |        |
|  | CD Limache              | CD Limache              | CD Limache          | CD Limache          | -                     | -                     | 3                | 3                |                  |                  |  |  |              |              |              |              |  |  |        |        |        |        |
|  | CD Limache              | CD Limache              |                     |                     |                       |                       |                  | 3                |                  |                  |  |  |              |              |              |              |  |  |        |        |        |        |
|  | CD Cobreloa             | CD Cobreloa             | 1                   | 0                   |                       |                       |                  |                  |                  |                  |  |  |              |              |              |              |  |  |        |        |        |        |
|  | CD Cobreloa             | CD Cobreloa             | 1                   | 0                   | CD Limache            | CD Limache            | 2                | 3                |                  |                  |  |  |              |              |              |              |  |  |        |        |        |        |
|  |                         |                         |                     |                     | CD Limache            | CD Limache            | 2                | 3                |                  |                  |  |  |              |              |              |              |  |  |        |        |        |        |
|  |                         |                         | CD Coquimbo Unido   | CD Coquimbo Unido   | 1                     | 2                     |                  |                  |                  |                  |  |  |              |              |              |              |  |  |        |        |        |        |
|  | Unión La Calera         | Unión La Calera         | CD Coquimbo Unido   | CD Coquimbo Unido   | 1                     | 2                     | 1                | 1                |                  |                  |  |  |              |              |              |              |  |  |        |        |        |        |
|  | Unión La Calera         | Unión La Calera         |                     |                     |                       |                       |                  | 1                |                  |                  |  |  |              |              |              |              |  |  |        |        |        |        |
|  | CD Coquimbo Unido       | CD Coquimbo Unido       | 2                   | 4                   |                       |                       |                  |                  |                  |                  |  |  |              |              |              |              |  |  |        |        |        |        |
|  | CD Coquimbo Unido       | CD Coquimbo Unido       | 2                   | 4                   | 0                     | 0                     | -                | -                |                  |                  |  |  |              |              |              |              |  |  |        |        |        |        |
|  |                         |                         |                     |                     | 0                     | 0                     | -                | -                |                  |                  |  |  |              |              |              |              |  |  |        |        |        |        |
|  |                         |                         | 0                   | 0                   | -                     | -                     |                  |                  |                  |                  |  |  |              |              |              |              |  |  |        |        |        |        |
|  | ACS Italiano            | ACS Italiano            | 0                   | 0                   | -                     | -                     | 2                | 2                |                  |                  |  |  |              |              |              |              |  |  |        |        |        |        |
|  | ACS Italiano            | ACS Italiano            |                     |                     |                       |                       |                  | 2                |                  |                  |  |  |              |              |              |              |  |  |        |        |        |        |
|  | CD Temuco               | CD Temuco               | 1                   | 0                   |                       |                       |                  |                  |                  |                  |  |  |              |              |              |              |  |  |        |        |        |        |
|  | CD Temuco               | CD Temuco               | 1                   | 0                   | ACS Italiano          | ACS Italiano          | 1                | 1                |                  |                  |  |  |              |              |              |              |  |  |        |        |        |        |
|  |                         |                         |                     |                     | ACS Italiano          | ACS Italiano          | 1                | 1                |                  |                  |  |  |              |              |              |              |  |  |        |        |        |        |
|  |                         |                         | CDP Curicó Unido    | CDP Curicó Unido    | 0                     | 0                     |                  |                  |                  |                  |  |  |              |              |              |              |  |  |        |        |        |        |
|  | CF Universidad de Chile | CF Universidad de Chile | CDP Curicó Unido    | CDP Curicó Unido    | 0                     | 0                     | 1                | 2                |                  |                  |  |  |              |              |              |              |  |  |        |        |        |        |
|  | CF Universidad de Chile | CF Universidad de Chile |                     |                     |                       |                       |                  | 2                |                  |                  |  |  |              |              |              |              |  |  |        |        |        |        |
|  | CDP Curicó Unido        | CDP Curicó Unido        | 2                   | 2                   |                       |                       |                  |                  |                  |                  |  |  |              |              |              |              |  |  |        |        |        |        |
|  | CDP Curicó Unido        | CDP Curicó Unido        | 2                   | 2                   | ACS Italiano          | ACS Italiano          | -                | -                |                  |                  |  |  |              |              |              |              |  |  |        |        |        |        |
|  |                         |                         |                     |                     | ACS Italiano          | ACS Italiano          | -                | -                |                  |                  |  |  |              |              |              |              |  |  |        |        |        |        |
|  |                         |                         | CD Huachipato       | CD Huachipato       | -                     | -                     |                  |                  |                  |                  |  |  |              |              |              |              |  |  |        |        |        |        |
|  | CD Huachipato           | CD Huachipato           | CD Huachipato       | CD Huachipato       | -                     | -                     | 1                | 2                |                  |                  |  |  |              |              |              |              |  |  |        |        |        |        |
|  | CD Huachipato           | CD Huachipato           |                     |                     |                       |                       |                  | 2                |                  |                  |  |  |              |              |              |              |  |  |        |        |        |        |
|  | CSD Concepción          | CSD Concepción          | 1                   | 0                   |                       |                       |                  |                  |                  |                  |  |  |              |              |              |              |  |  |        |        |        |        |
|  | CSD Concepción          | CSD Concepción          | 1                   | 0                   | CD Huachipato         | CD Huachipato         | 2                | 2                |                  |                  |  |  |              |              |              |              |  |  |        |        |        |        |
|  |                         |                         |                     |                     | CD Huachipato         | CD Huachipato         | 2                | 2                |                  |                  |  |  |              |              |              |              |  |  |        |        |        |        |
|  |                         |                         | Deportivo Ñublense  | Deportivo Ñublense  | 2                     | 1                     |                  |                  |                  |                  |  |  |              |              |              |              |  |  |        |        |        |        |
|  | Deportivo Ñublense      | Deportivo Ñublense      | Deportivo Ñublense  | Deportivo Ñublense  | 2                     | 1                     | 1                | 2                |                  |                  |  |  |              |              |              |              |  |  |        |        |        |        |
|  | Deportivo Ñublense      | Deportivo Ñublense      |                     |                     |                       |                       |                  | 2                |                  |                  |  |  |              |              |              |              |  |  |        |        |        |        |
|  | Deportes Magallanes     | Deportes Magallanes     | 1                   | 0                   |                       |                       |                  |                  |                  |                  |  |  |              |              |              |              |  |  |        |        |        |        |
|  | Deportes Magallanes     | Deportes Magallanes     | 1                   | 0                   |                       |                       |                  |                  |                  |                  |  |  |              |              |              |              |  |  |        |        |        |        |
|  |                         |                         |                     |                     |                       |                       |                  |                  |                  |                  |  |  |              |              |              |              |  |  |        |        |        |        |